# Народна скупштина Краљевине СХС 1927.
Ванредни сазив Народне скупштине Краљевине Срба, Хрвата и Словенаца за 1927. годину је одржан од 5. октобра до 19. октобра.

## Ванредни сазив за 1927.
На изборима које је влада Велимира Вукићевића извршила 11. септембра 1927. биле су поднесене 433 кандидатске листе. Народна радикална странка добила је 742,111 гласова и 112 посланичких мандата, Демократска странка 386.656 гласова и 61 мандат, Хрватска сељачка странка заједно са црногорским федералистима и Словенском кметијском странком добила је 368.320 гласова и 61 мандат, Словенска људска странка заједно са Хрватском пучком странком добила је 139.611 гласова и 21 мандат, Самостална демократска странка добила је 204.350 гласова и 22 мандата, Југословенска муслиманска организација добила је нешто преко 120.000 гласова и 18 мандата, Немачка странка 49.949 гласова и 6 мандата, Земљорадничка странка добила је 136.076 гласова и 9 мандата, Блок хрватских федералиста 45.218 гласова и 2 мандата, Социјалистичка странка 24.102 гласа и 1 мандат, док су остале странке које су изашле на изборе остале без иједног мандата, a међу њима Независна радничка партија 42.114 гласова, Румунска странка са 4.654 гласа, Републиканска странка са 6.122 гласа и Српска странка са 2.148 гласова. Карактеристично је да су на овим изборима прављени страначки компромиси више него ма када пре. Тако је Самостална демократска странка y извесним окрузима пактирала са Земљорадничком странком, Југословенска муслиманска организација са Демократском странком, итд.
5. октобра 1927, на основу указа, Народна скупштина састала се y ванредан сазив за 1927. годину. За привременог председника био је изабран др. Нинко Перић. После привременог конституисања одмах се прешло на верификациону дебату, која је била врло жива, нарочито стога што су представници Хрватске сељачке и Самосталне демократске странке износили много доказа тврдећи да се влада Велимира Вукићевића на изборима служила терором и фалсификатима. У дебати која се поводом тога развила врло живо је учествовао и шеф Хрватске сељачке странке Стјепан Радић, који је био изабран за народног посланика y три изборна округа и први пут ушао y Народну скупштину као народни посланик.
19. октобра овај ванредни сазив закључен је читањем указа.